# 眼の進化
この記事では眼の進化について解説する。

眼の進化の主要な段階
a)光受容細胞が体表に露出している。周りの明るさを感知できる。
b)くぼみができることで光が差す方向を感知でき、また細胞は損傷から守られる。カサガイはこの眼を持つ。
c)ピンホール眼はオウムガイなどで見つかる。光の方向はよりよく感知でき、入射した光は像を結ぶ。
d)眼球が閉じ、液体で満たされることで網膜が守られる。ゴカイの眼。
e)シンプルなレンズは鮮明な像を結ぶのに役立つ。アワビがこの眼を持つ。
f)可動型レンズを持つより複雑な眼。ほ乳類を含む多くの脊椎動物が持つ。

眼の進化は、さまざまな分類群で現れた特徴的な相似器官の例として、重要な研究対象であった。視物質のような眼を構成する個々の要素は共通の祖先に由来するようである。すなわち動物が分岐してゆく前に一度だけ進化したようである。しかし複雑な構造を持つ、像を結ぶことができる光学装置としての眼は、同じタンパク質とツールキット遺伝子を多数利用することによって、およそ50回から100回は個別に進化したと考えられる。
最初の複雑な眼はカンブリア爆発として知られる急速な進化的爆発の数百万年で登場したようである。カンブリア紀以前の眼の証拠はないが、中期カンブリア紀のバージェス頁岩の中でさまざまな眼が存在したことが明らかになっている。
眼はその持ち主の生息環境において必要を満たす多様な適応を含んでいる。たとえば敏感さ、知覚できる波長の範囲、暗い場所での感度、動きを感知したり対象を見分ける能力（解像度）、色を見分けられるかどうかなどの点でさまざまに異なる。

## 研究史
1802年、神学者ウィリアム・ペイリーは眼の複雑さを奇跡の証拠と見なした。眼のような複雑な構造が自然選択によってどう進化したのかを説明するのは困難なことだと考えられた。チャールズ・ダーウィンは『種の起源』の中で自然選択によって眼が進化したと考えるのは一見したところ「このうえなく不条理のことに思われる」と書いた。しかし彼は、それを想像することは困難であっても完全に可能なことである、と説明を続けた。
もしも完全で複雑な眼から、きわめて不完全で単純な眼に至るまで数多い漸次的な段階が存在し、しかも各段階はその所有者にとって有用であることが示されうるなら、またもしも眼が常に軽微な変異をし、確かに実際にそうであるようにその変異が遺伝するものであれば、そしてさらに、変化する生活条件のもとである動物に有用ななんらかの変異あるいは変化が器官に生ずるなら、完全で複雑な眼が自然選択によって形成されえたと信じることは、たとえ想像しがたいものであるとしても、それほど非現実だとは思えない。
彼は「ただ色素によって包被されているだけで他の機構は何も持たない視神経」から「かなり高度の完成化の段階」までの漸進的な進化を示唆した。そして現存している中間段階の例を挙げた。ダーウィンの示唆はすぐに正しかったと示された。現在の研究は眼の進化と発達に関連する遺伝的メカニズムに焦点が当たっている。

## 進化の速度
最初の眼の化石はおよそ5億4千万年前、カンブリア紀初期に現れる。この時代に「カンブリア爆発」と呼ばれる急速な生物の多様化が見られる。この現象を説明するいくつもの仮説があるが、そのうちの一つは「光スイッチ説」と呼ばれ、古生物学者アンドリュー・パーカーによって提唱された。パーカーは眼の進化が軍拡競争を引き起こし、多様な生物の急速な進化の引き金となったと主張した。これより前には動物は光に対する感受性を持っていたかもしれないが、素早い移動や周囲の探索のために使える視力は持っていなかったかもしれない。
化石記録は特にカンブリア紀初期のものは非常に乏しいため、眼の進化速度を推定するのは困難である。ダンエリック・ニルソンらによる、選択に曝される小さな変異を仮定したシンプルなモデルでのシミュレーション研究では、効果的な視物質を持つ原始的な光感覚器が、およそ40万世代で人間のような複雑な機構を持つ眼に発達することを示した。

## 起源は一度か？
眼の起源が一度であるか、複数回であるかは、眼の定義にも依存する。眼の形成に用いられる遺伝的機構は、眼を持つ多くの生物に共通している。これは祖先がなんらかの光感受性のある器官を、専門化された光学器官は欠いていたとしても、用いていたことを示唆する。しかし光受容細胞でさえ、分子的によく似た化学受容細胞から何度か進化した可能性がある。光受容体細胞もおそらくカンブリア爆発のかなり前から存在していた。高位の類似点、たとえば脊椎動物とタコ類で独立して水晶体にクリスタリンが用いられていることなどは、より基本的な役割を果たしていたタンパク質が眼で新規の機能を持つに至ったコオプション（外適応）が起きたことを意味する。
すべての光受容器官に共通する特徴は、オプシンと呼ばれる光受容タンパク質ファミリーを持つことである。全部で七つのオプシンのサブファミリーは動物の最終共通祖先の中ですでに存在していた。加えて、眼の位置決定のツールキット遺伝子はすべての動物で共通である。PAX6遺伝子はマウスからヒト、ショウジョウバエにいたるまで、個体のどこで眼を発達させるかを制御している。これらの上流遺伝子は、現在それらが制御している構造のほとんどよりもずっと古いことを意味している。眼の発達に関して新しい役割を獲得する前には、異なった機能を持っていたはずである 。感覚器官の進化はおそらく脳よりも前だった。脳は処理すべき情報をもたらす感覚器より前には存在する必要がなかった。

## 眼の進化の各段階

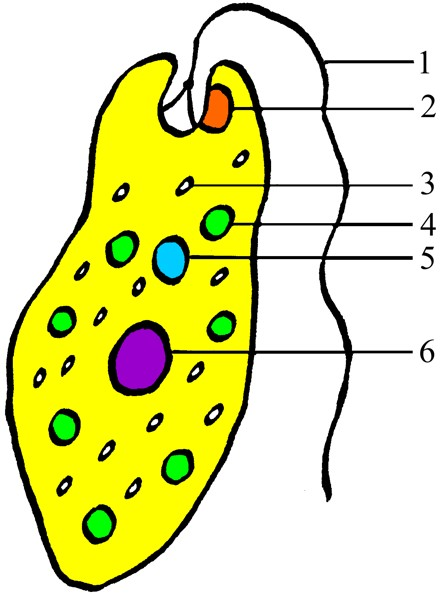
「スティグマ」と呼ばれるミドリムシの眼点(2)は光受容体を隠すように存在する

もっとも原始的な眼の先駆体は光に反応する光受容タンパク質だった。これは単細胞でさえ見つかっており、眼点と呼ばれている。眼点は周囲の明るさを感じることしかできない。見るためには不十分であり、形を見分けたり、光が差している方向を特定することができない。それでも光と闇を見分けることができ、光周性の調整や概日リズムの同期のためには十分である。眼点はほぼすべての主要な動物分類群でみつかっており、ミドリムシのような単細胞生物ではありふれている。
ミドリムシの眼点は鞭毛の付け根付近に位置している、光感受性のある結晶構造を被う赤い”しみ”である。眼点は長鞭毛ともに動作することで、光に応じて移動し、概日リズムの主機能である昼と夜を予測するのに役立っている。通常、光の方向へ移動し、ミドリムシは光合成を行う。
視物質はより複雑な生物の頭部に存在し、月の周期に合わせて配偶子の放出を同期させる役割を持っていると考えられる。夜間の光のわずかな変化を感知することで、生物は配偶子の放出を同期させ、受精の可能性を最大化することができる。
視覚そのものはすべての眼に共通する生化学的性質に依存している。しかしその生化学ツールキットがどのように個々の生物の環境を見分けているかはさまざまである。眼の形や構造は様々であるが、そのいずれも眼の基礎となるタンパク質や分子と比べれば進化したのは非常に遅かった。
細胞レベルでは目には二種類の主要な”デザイン”があるように見える。一つは旧口動物（軟体動物、環形動物、節足動物）のもので、もう一つは新口動物（脊索動物と棘皮動物）のものである。
眼の機能ユニットはタンパク質オプシンを含み、光を神経インパルスに変換する受容細胞である。光感受性のオプシンは毛のような層の上に作られ、表面積を最大化する。光受容体の基礎となるこのような「毛」には性質の二つの異なるタイプがある。繊毛と微絨毛である。旧口動物では細胞膜の毛あるいは突起として微絨毛が存在する。新口動物では繊毛に由来し、それぞれ異なる構造を持っている。これらの細胞は光に反応して、神経信号を生み出すために一部はナトリウムを使い、一部はカリウムを利用する。
これは二つの系統が先カンブリア紀に分岐したとき、非常に原始的な光受容体だけを持っていたこと、そしてそれぞれの系統で独立してより複雑な眼に発達したことを示唆している。

### 初期の眼
眼の基本的な光処理ユニットは細胞膜の二つの分子からなる専門化された細胞、光受容細胞である。光受容性タンパク質であるオプシンは発色団を囲んでいる。このような細胞グループが眼点で、およそ40回から65回にかけて独立に進化した。このような眼点は光の強さと方向という非常に基本的な情報を得るのに役立つだけである。これは、たとえば安全な洞窟内にいるかどうかを知るのには十分であるが、物体と背景を見分けるためには不十分である。
正確に光の方向を識別できる光学系を発達させるのはかなり困難で、30以上の門のうちわずか6門の生物だけがそのような光学系を持っている。しかし現生生物のうち96%はこの6門に属している。

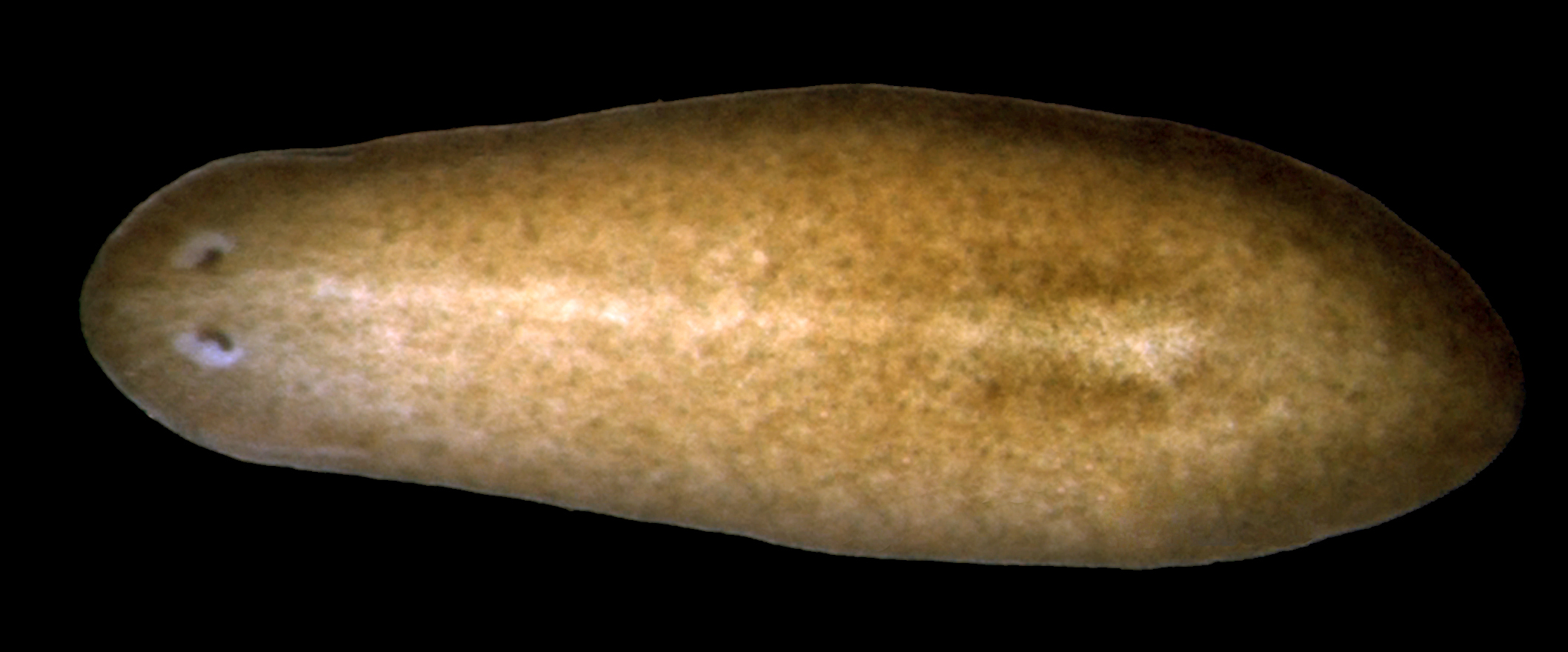
プラナリアはくぼんだカップ状の眼を持ち、わずかに方向と光の強度を知覚できる。

それらの複雑な光学系は徐々にカップ状にくぼんでゆく多細胞生物のアイパッチとして始まった。最初は光の方向をより正確に識別するのに役立ち、くぼみが深まるごとに方向の識別がより精確に行えるようになった。平らなアイパッチは、光線が光受容細胞全体を照らすために、光の方向を知るためには役に立たない。だがカップ状のくぼみは、射す光の角度によって細胞の一部分だけが照らされるので方向の識別を可能にした。
くぼんだ目はカンブリア紀には登場しているが、古代のカタツムリに見られ、今日生きているカタツムリや、プラナリアのような他の無脊椎動物に見られる。プラナリアはカップ型の目を持ち、光の方向と強度をわずかに識別できる。眼の穴が徐々に深まり、光受容細胞の数が増えることでより精確な視覚情報を得ることができるようになる。
光が発色団に吸収されると、化学反応により光のエネルギーは電気信号に変換され（神経を持つ生物であれば）神経系に送られる。光受容細胞は視覚情報を脳に送るための薄い細胞の膜、網膜の一部を成す。しかしエダアシクラゲ(Cladonema) のようなクラゲの一部は精巧な眼を持つが、脳がない。彼らは眼でとらえた情報を直接筋肉へ送っており、脳によって中間処理をしない。
カンブリア爆発の時期に眼は急速に発達し、イメージ情報処理と方向の識別能力は劇的に高まった。

### ピンホール眼

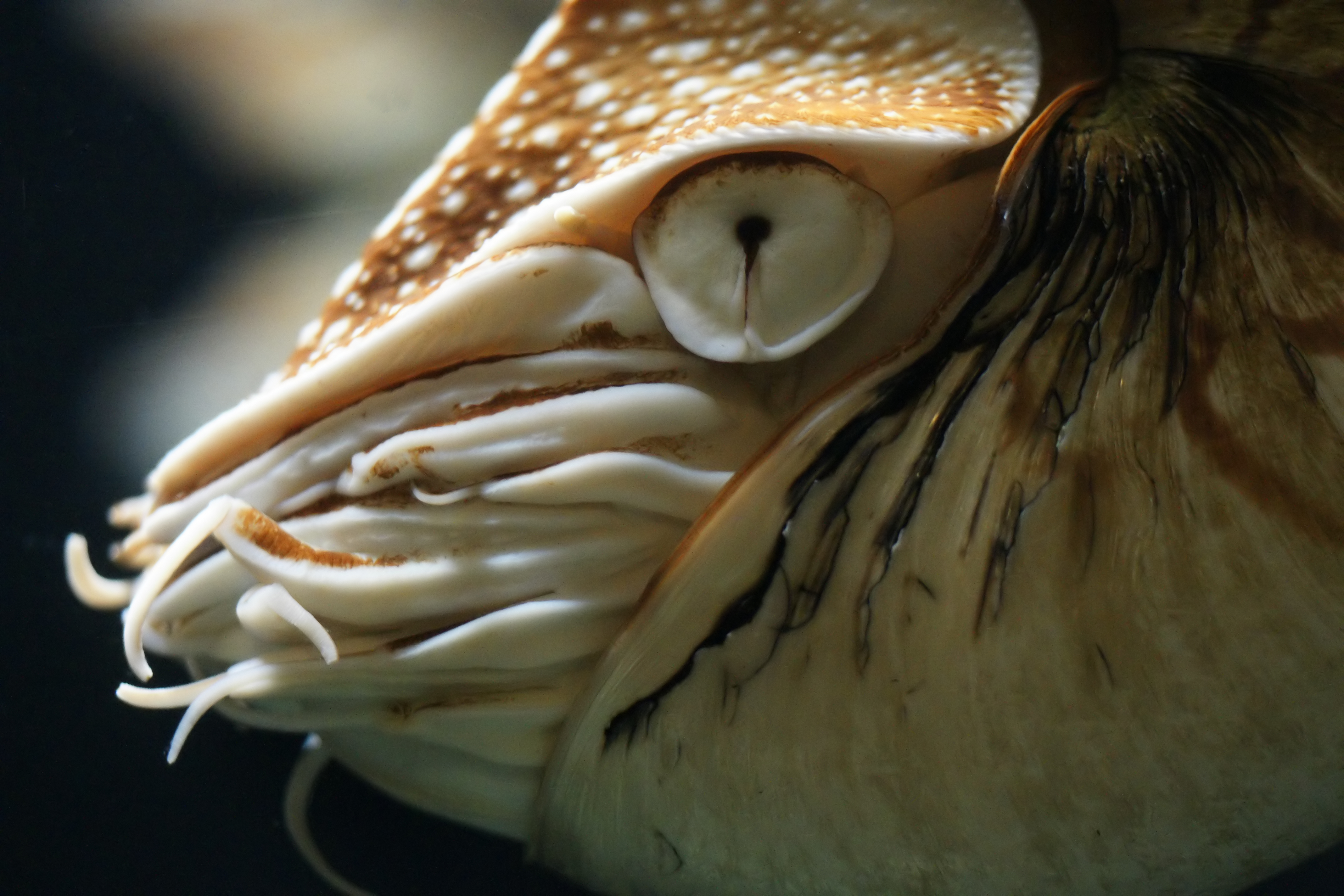
オウムガイの原始的な眼は、ピンホールカメラと類似した構造を持つ。

カップ状の眼はさらに深まって部屋状となり、ピンホール眼が発達した。開放部の大きさを狭めることで、生物は真の画像情報を手に入れた。優れた方向探知が可能となり、ある程度の形を見分けることさえ可能になった。このような眼は現在、オウムガイで見ることができる。角膜や水晶体を欠いており、彼らが得ている視覚情報は解像度が低くぼんやりしているが、初期のアイパッチ眼と比べれば飛躍的に性能が高まった。
ピンホールをふさぐ透明な細胞の発達は、視細胞を汚濁や寄生生物から守る。眼球の内部は体液で満たされ、カラーフィルタリング、高い屈折率、紫外線ブロック、水の内外でうまく動作する能力など、次第に専門化されていった。この表層組織は、一部の分類群では脱皮能力と関連があるかもしれない。
眼が電磁波スペクトルの中で、特定の狭い波長に専門化されている主な理由は、初期の種が水中で光受容体を発達させたからかもしれない。水中を通り抜けていけるのは2種類の可視域の波長、緑と青だからである。この水の光をフィルタリングする性質は植物の光感受性にも影響を与えた。

### レンズの形成と多様化

水晶体の厚みを変えることで、遠くから来た光も近くから来た光もうまくピントを合わせることができる

水晶体はいくつかの系統で独立して進化した。シンプルな穴が開いただけの「杯状眼」は、水晶体を備えることで網膜に届く光量を増大させることができる。
初期の葉足動物の水晶体付き単眼は、像を網膜の後ろで結んでいた。そのために像の一部はうまくピントを合わせることができなかったのだが、光をうまく集めることで生物はより深く暗い水中でも見ることが可能になった。その後の水晶体の屈折率の増加は、より鮮明な視覚をもたらしたと考えられる。
おそらくカメラ眼の水晶体の発達は異なる道筋をたどった。ピンホール眼の開口部を被う透明な細胞は二つの層に分かれた。体液は当初は酸素や栄養を循環させるためと免疫のために用いられていた。レンズ組織の分割は脱皮に起源を持つかもしれない。もっともこのような光学系は発見されていないし、発見される可能性も大きくない。このような軟組織は化石になることが滅多にない。
脊椎動物の網膜は脳に起源を持つのに対して、水晶体は上皮細胞に由来し、高濃度のタンパク質クリスタリンを持つ。クリスタリンの濃度は周辺部から中心に向かうにしたがい濃くなり、必要な屈折率を水晶体に与えている。しかしどのようなタンパク質が用いられるかは重要ではないようである。クリスタリンは特に透明度が高いわけではない。たとえばワニや一部の鳥類では乳酸脱水酵素が用いられている。タンパク質の濃度勾配の適切な分布が、水晶体の鍵となっている。

### 他の特徴の進化

#### 色覚
色を見分ける能力は、仲間や食物や捕食者をよりうまく見分けることを可能にし、生物に異なる選択的な有利さをもたらす。実際に単純な感覚器＝神経メカニズムでも、逃げたり採餌したり隠れたりのような一般的な行動パターンをコントロールすることが可能になる。二つの主要なグループで、多数の波長特異的な行動パターンが発見されている。450nm以下の波長は自然の光源と関係があり、450nm以上の波長は反射光源と関連がある。オプシンは異なる波長の光を見分けるためにわずかに調整され、光受容体細胞が複数の色素を発達させたとき、色覚は進化した。形態的適応というよりは化学的適応として、これは眼の進化のどの段階でも起きた可能性がある。同様に、暗所と明所に適した視覚は、受容体が錐体と桿体に分化したことで発生した。

#### ピント合わせ
一部の種はレンズを前後に動かすことでピント合わせをする。ほかの種はレンズを引っ張ることで厚さを変えてピント合わせをする。目の成長をコントロールするか、化学的にピント合わせすることもできる。
もっともピント合わせ機構は必須ではない。口径が大きくなればなるほど（被写界深度が狭まるために）ピンぼけが増える。直射日光の下で活動し、ピント合わせ機構を全く持たずに生き延びている、小さな眼を持つ無数の生物がいる。生物が大きくなったり、薄暗い環境に移行したときにピント合わせ機構の必要性が高まる。

#### 位置
被食者はふつう、頭の横側に眼を持っている。より広い視野を持つことで捕食者を発見し避けることができる。対照的に捕食者は頭部の前側に眼を持ち、距離を正確に計るのに適している。
カレイ目は海底に住む捕食者で、眼は体の同じ側に、非対称についている。普通の魚と同様の左右対称型から移行中の化石はAmphistiumと呼ばれている。

## 進化の痕跡

脊椎動物とタコ類は独立してカメラ眼を発達させた。脊椎動物の眼（左）では、神経は網膜の前につきだしており、神経が脳に届くために網膜には大きな穴、盲点(4)が開いている。タコの目（右）には盲点はない。

多くの分類群において、眼は不完全なデザインをもつことでそれぞれの進化史を記録している。たとえば脊椎動物の目は「後ろ向きの逆さま」に据え付けられている。そして「光子はそれを神経インパルスに変換するための錐体細胞と桿体細胞にたどり着く前に、角膜、水晶体、房水、血管、神経節細胞、アマクリン細胞、水平細胞、双極細胞を通り抜けなければならない－－それから意味あるパターンに処理するために脳のうしろ側にある視覚野に送られる」。頭足類のカメラ眼は対照的に、視神経を網膜の後ろ側から出しており「正しい出口」を持っている。つまり彼らは盲点を持っていない。この違いは眼の起源でうまく説明できそうである。頭足類では眼は頭部表皮が陥没して形成されるが、脊椎動物では脳の延長として発生する。

## 関連文献
- Journal Evolution: Education and Outreach Volume 1, Number 4 / October, 2008. 特集：眼の進化－－眼の進化に関する26の論文・記事が公開されている（英語）